# Salih Mahmoud Osman
Pour les articles homonymes, voir Osman.
Salih Mahmoud Osman (né en 1957) est un avocat soudanais.
Il a été désigné par la conférence des présidents du Parlement européen pour le Prix Sakharov 2007.
Osman travaille avec l'Organisation soudanaise contre la torture et procure une assistance juridique gratuite aux victimes de la guerre civile au Darfour. Il est également membre du parlement de son pays.